# Stilbaceae

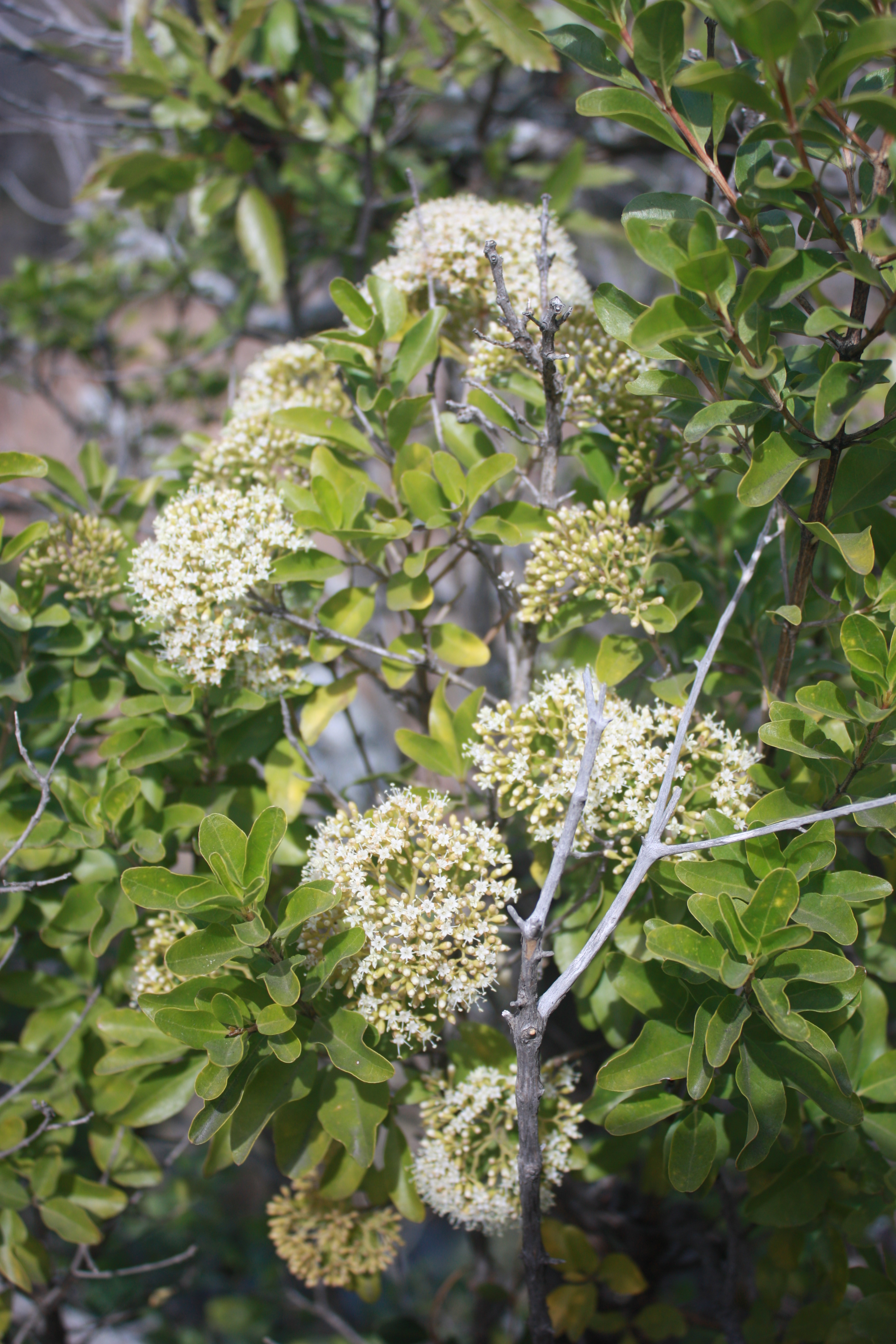
Nuxia congesta

Stilbaceae je čeleď vyšších dvouděložných rostlin z řádu hluchavkotvaré (Lamiales). Jsou to převážně keře, nejvíce rozšířené v jižní Africe.

## Popis
Stilbaceae jsou nevysoké keře 'erikoidního' vzhledu (připomínající vřesovcovité) nebo i byliny. Listy jsou jednoduché, vstřícné (křižmostojné) nebo přeslenité, kožovité, bez palistů. Květy jsou jednotlivé nebo v květenstvích, nejčastěji vrcholových klasech nebo hlávkách. Květy jsou oboupohlavné, slabě až silně dvoustranně souměrné. Kalich je pětičetný, zvonkovitý nebo trubkovitý. Koruna je srostlá ze 4 nebo 5 lístků, nejčastěji nálevkovitá. Tyčinky jsou 4, přirostlé u ústí korunní trubky. Semeník je svrchní, srostlý ze 2 plodolistů, se 2 komůrkami (u rodu Retzia částečně spojenými) a jedinou čnělkou. V každém plodolistu jsou 1 až 3 vajíčka. Plodem je pukavá nebo nepukavá tobolka.
Čeleď zahrnuje 39 druhů v 11 rodech. Největší rod je Nuxia (15 druhů).

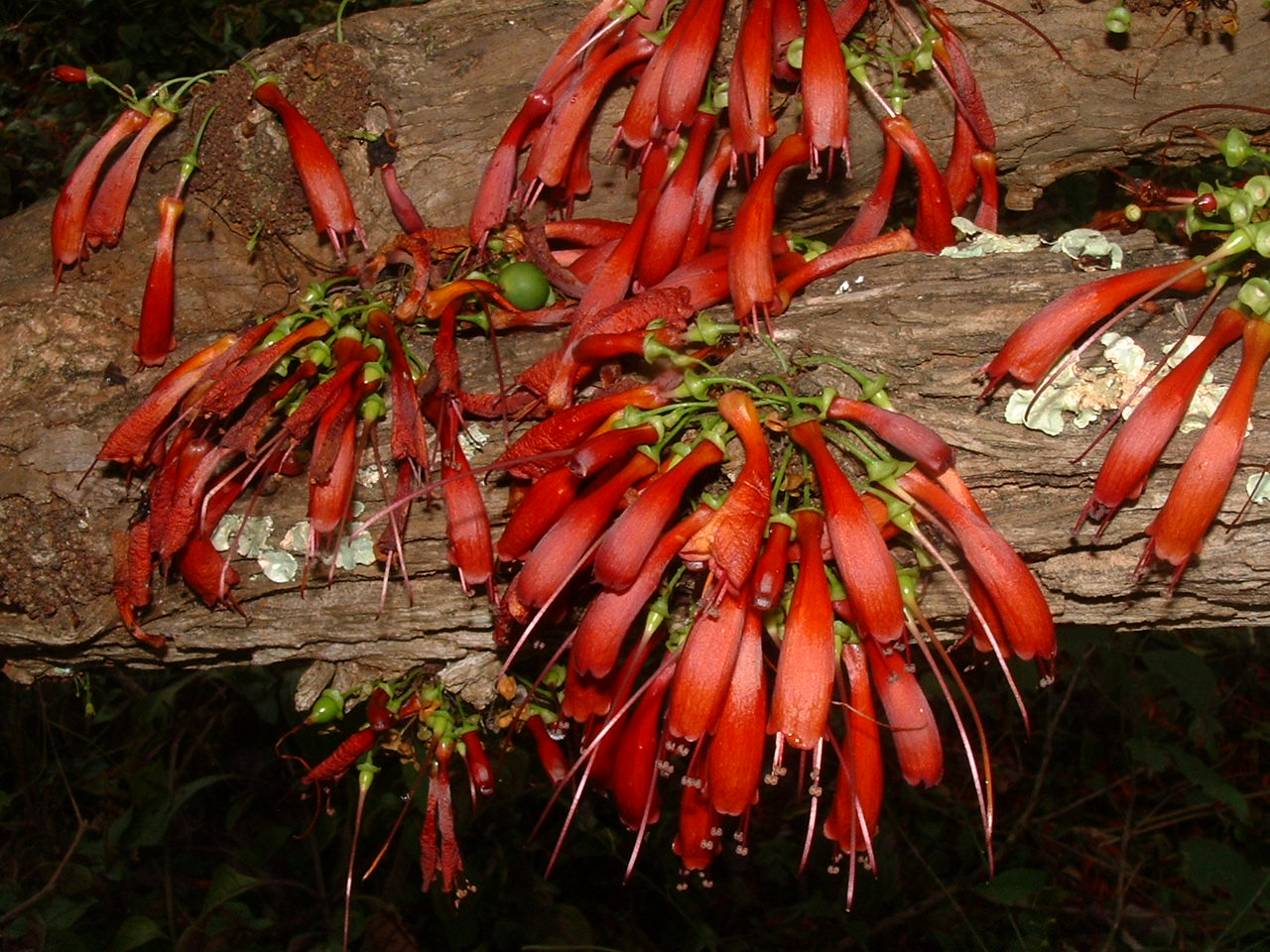
Kauliflorní květenství Halleria lucida
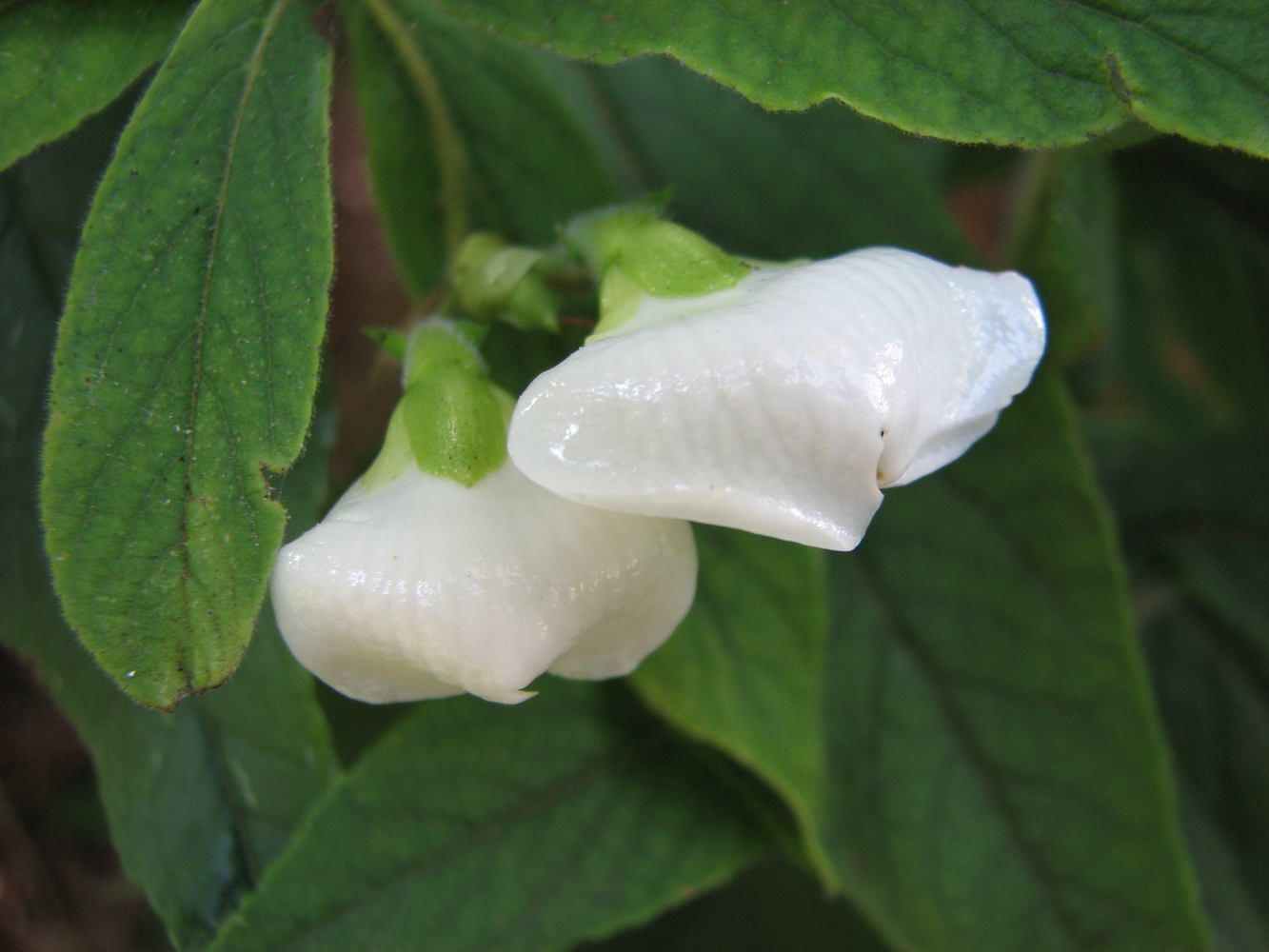
Bowkeria verticillata
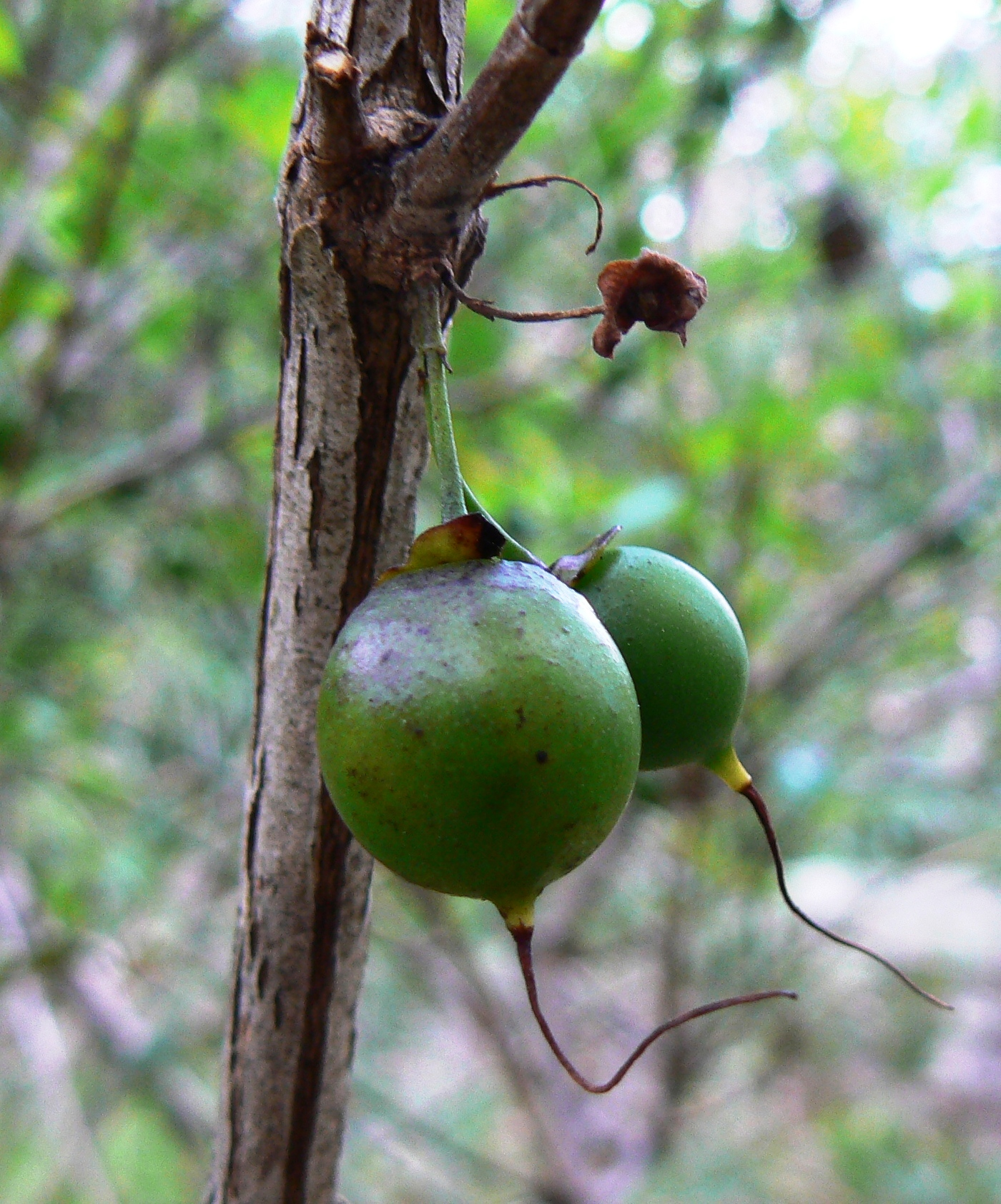
Plody Halleria lucida
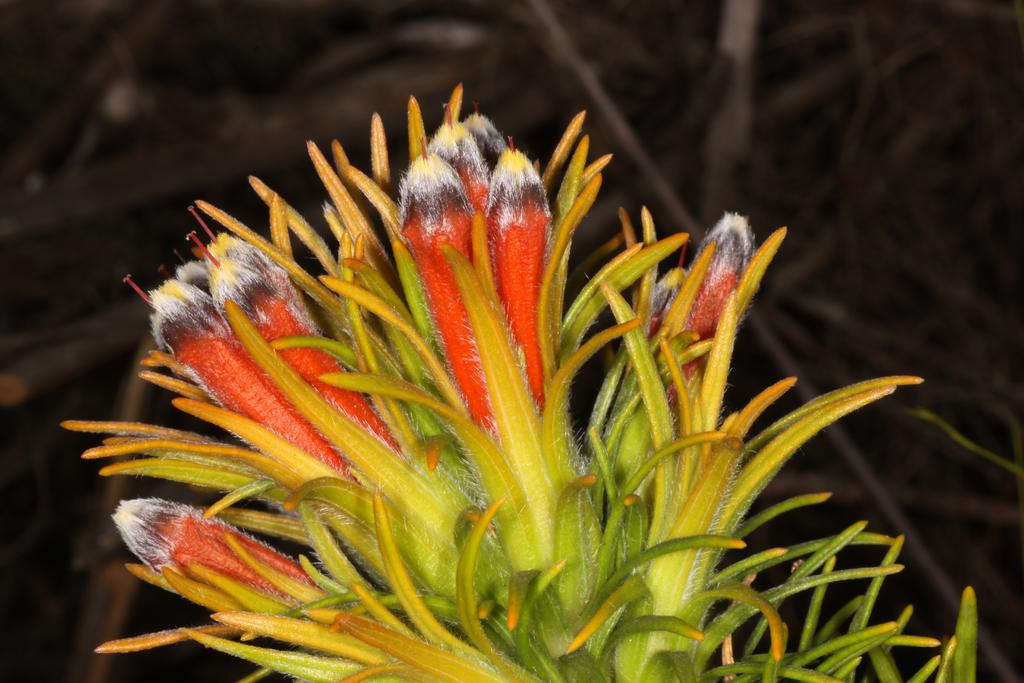
Retzia capensis

## Rozšíření
Čeleď Stilbaceae je rozšířena v subsaharské Africe, na Madagaskaru, v Arábii a na Maskarénských ostrovech. Centrum rozšíření je v oblasti Kapska.

## Taxonomie
Taxonomické zařazení jednotlivých rodů bylo v minulosti dosti různorodé. Někteří autoři rozlišovali čeledi Stilbaceae (5 rodů) a Retziaceae (1 rod), zbylé rody byly součástí čeledí logániovité (Loganiaceae), komulovité (Buddlejaceae), podpětovité (Gesneriaceae) a krtičníkovité (Scrophulariaceae s.l.) a do čeledi Stilbaceae byly přeřazeny až s nástupem molekulárních metod. Rod Ixianthes byl přeřazen do čeledi Scrophulariaceae.

## Zástupci
- halerie (Halleria)[4]

## Přehled rodů
Anastrabe, Bowkeria, Campylostachys, Charadrophila, Euthystachys, Halleria, Kogelbergia, Nuxia, Retzia, Stilbe, Thesmophora